# Hwange
Hwange (do 1982 Wankie) – miasto w zachodnim Zimbabwe, ośrodek administracyjny prowincji Matabele Północne, przy linii kolejowej Bulawayo-Livingstone (Zambia). Około 33 tys. mieszkańców. W mieście działa klub piłkarski Hwange FC (do 2004 roku nazywany Wankie FC).